# Amphineurus (Nothormosia) insulsus
Amphineurus (Nothormosia) insulsus is een tweevleugelige uit de familie steltmuggen (Limoniidae). De soort komt voor in het Australaziatisch gebied.